# Лёгкая атлетика (журнал)
«Лёгкая атлетика» — советский и российский ежемесячный иллюстрированный спортивно-методический журнал. Издаётся с 1955 года на русском языке в Москве. С 2022 года выходит один раз в два месяца.

## История журнала
Орган Центрального совета Союза спортивных обществ и организаций СССР.
Рассчитан на преподавателей физкультурных учебных заведений, тренеров, спортивных судей, руководящих работников спортивных организаций и широкие круги спортсменов. Имеет разделы: в коллективах физкультуры, лёгкая атлетика в школе, техника и методика тренировки, наука и спорт, по Советскому Союзу, за рубежом, консультация, библиография.
В журнале публикуются теоретические, методические и научные статьи, материалы, освещающие передовой опыт современной спортивной тренировки в различных видах легкоатлетического спорта и многоборья, передаётся опыт лучших спортсменов, тренеров и судей, широко освещается состояние лёгкой атлетики в СССР и за рубежом.

### Учредители журнала
- 1955 (№ 1)—1959 (№ 2) — Комитет по физической культуре и спорту при Совете Министров СССР;
- 1959 (№ 3)—1959 (№ 4) — Оргбюро Союза спортивных обществ и организаций СССР;
- 1959 (№ 5)—1969 (№ 12) — Центральный Совет спортивных обществ и организаций СССР;
- 1970 (№ 1)—1989 (№ 12) — Комитет по физической культуре и спорту при Совете Министров СССР;
- 1990 (№ 1)—1991 (№ 12) — Государственный комитет СССР по физической культуре и спорту;
- 1992 (№ 1)—2005 (№ 12) — Федерация лёгкой атлетики России;
- 2006 (№ 1)—Н. В. (№ХХ) — редакция журнала.

## Периодичность выхода
Долгие годы публиковалось 12 номеров в год. Исключение составил первый (1955) год издания (вышло 7 номеров). С 1992 года начинают издаваться объединённые номера. В дальнейшем такая практика для журнала стала нормой.

## Наличие в библиотеках
- Российская национальная библиотека — шифр хранения: П41/51[3]
- Центральная отраслевая библиотека по физической культуре — библиотека советской физической культуры и спорта[4]

## Прекращение
№ 3—4 (778—779) за март-апрель 2020 года вышел тиражом 1000 экземпляров. После этого два года журнал не издавался. Издание журнала возобновлено в 2022 году.

## Хронология публикаций

### 1950-е годы
|  | № | Автор 1 | Библиографическое описание публикации | Рубрика | Шифры |
|  | - | ------- | ------------------------------------- | ------- | ----- |